# ソーキルド・サイリング
ソーキルド・サイリング（Thorkild Thyrring､1946年10月24日 ｰ ）は、デンマークのレーシングドライバー。コペンハーゲン出身。

## 経歴
1973年にレースデビュー。イタリアF3などのフォーミュラレースで活躍し、その後はスポーツカー世界選手権に出場。1988年にはC2クラスのシリーズ2位を獲得している。1995年にはイギリスGT選手権のシリーズチャンピオンを獲得した。
また1993年にはル・マン24時間レースにも初参戦。ル・マンには5回の参戦経験を持つ。サイリングはツーリングカーレースにも1990年代前半から参戦を開始し、イギリスツーリングカー選手権 (BTCC)にトヨタのワークスドライバーとして1992年に参戦。トヨタ・カリーナE(日本名:トヨタ・コロナ)をドライブした。その後は母国のデンマークに戻り、1999年から開催されたデンマークツーリングカー選手権に参戦。チームメイトのジョン・ニールセンと共に日産・プリメーラで参戦した。

## レース戦績

### ル・マン24時間レース
| 年     | チーム                                          | コ・ドライバー                                | 使用車両                                   | クラス | 周回 | 総合順位 | クラス順位 |
| ------ | ----------------------------------------------- | --------------------------------------------- | ------------------------------------------ | ------ | ---- | -------- | ---------- |
| 1993年 | ロータス スポーツ チェンバレン エンジニアリング | 寺田陽次郎 ピーター・ハードマン               | ロータス・エスプリ S300                    | GT     | 92   | DNF      | DNF        |
| 1994年 | ロータス スポーツ チェンバレン エンジニアリング | クラース・ブラック アンドレアス・フックス     | ロータス・エスプリ S300                    | GT2    | 28   | DNF      | DNF        |
| 1995年 | アグスタ レーシング チーム                      | アルモ・コッペリ パトリック・ボーデ           | キャラウェイ コルベット スーパーナチュラル | GT2    | 96   | DNF      | DNF        |
| 2005年 | セバ オートモーティブ Ltd.                      | ラーズ・エリック・ニールセン ピア・エーレット | ポルシェ・911 GT3-RSR                      | GT2    | 307  | 19位     | 5位        |
| 2006年 | セバ オートモーティブ Ltd.                      | クリスチャン・リード ビエル・ポンピドゥー     | ポルシェ・911 GT3-RSR                      | GT2    | 256  | DNF      | DNF        |